# Академија хебрејског језика
31° 46′ 20.34″ N 35° 11′ 54.71″ E / 31.7723167° С; 35.1985306° И
Академија хебрејског језика (хебр. האקדמיה ללשון העברית, HaAkademya laLashon haIvrit) је институтиција коју је основала израелска влада 1953. То је „врховна институција за студије о хебрејском језику“.

## Историја
Академија је заменила Комитет за хебрејски језик (хебр. Vaʻad ha-lashon ha-ʻIvrit) који је основао 1890. године Елиезер бен Јехуда, и који је био њен први председник. Хебрејски језик је постао говорни језик у Палестини и усвојен је као језик образовног система. Одбор за хебрејски језик је објављивао билтене и речнике. Сковао је хиљаде речи које су данас у свакодневној употреби.
Њен наследник, Академија хебрејског језика, наставила је мисију стварања нових хебрејски речи да би се одржао корак са модерном употребом.
Иако је академијин примарни фокус стварање нових речи из хебрејских корена и структура којима се замењују речи изведене из других језика, њено име је позајмљена реч „академија“. Академија поставља стандарде за модерну хебрејску граматику, правопис, транслитерацију, и интерпункцију на основу историјског развоја језика.